# Roscommon megye (Michigan)
Roscommon megye az Amerikai Egyesült Államokban, azon belül Michigan államban található. Megyeszékhelye és legnagyobb városa Roscommon. Lakosainak száma 23 459 fő (2020. április 1.). Roscommon megye Crawford, Clare, Oscoda, Ogemaw, Gladwin, Missaukee és Kalkaska megyékkel határos.

## Népesség
A megye népességének változása:
| Lakosok száma | 24 447 | 24 306 | 24 141 | 24 014 | 23 898 | 23 459 |
|               | 2010   | 2011   | 2012   | 2013   | 2015   | 2020   |